# 葉海亞·辛瓦爾之死
當地時間2024年10月17日，以色列國防軍及辛貝特宣佈哈馬斯武裝分子兼實際領袖，哈馬斯政治局主席葉海亞·辛瓦爾於10月16日在加沙地帶南部拉法與以色列國防軍第828比斯拉马赫旅的交火中被擊斃。當時以色列軍隊發射坦克炮彈攻擊一棟佈滿誘殺裝置的建築物，並使用帶有攝像頭的無人機來確保該處已無武裝分子。以色列警方發表聲明稱，屍體與辛瓦爾的牙科記錄和指紋相符，並已進行DNA測試，確認辛瓦爾在行動中喪生。辛瓦爾是2023年10月7日哈馬斯襲擊以色列後被以色列列為頭號通緝犯之一，當時他據稱與另外兩人藏身於一棟建築內。這次軍事行動被形容為誤打誤撞的隨機事件，並非事先策劃，交火時以軍並不知道對方的身份。
由於屍體與辛瓦爾高度相似，曾審訊過辛瓦爾的調查人員和一名牙醫被召來確認屍體，屍體隨後被轉移至以色列。他們從屍體上切下一根手指，並將其送往以色列進行鑑定；當天晚些時候，屍體也被運走。一名以色列病理學家報告指，他的右前臂被炮彈擊中，左腿被「倒塌的磚石」擊中，身體被彈片擊中，隨後頭部中彈，導致他因「嚴重創傷性腦損傷」死亡。
辛瓦爾被擊斃時，沒有平民傷亡。以色列國防軍和辛貝特的聯合聲明中表示：「沒有發現任何人質在該地區活動的跡象。」
以色列總理本雅明·内塔尼亚胡和美国总统乔·拜登均正面评价了此事件。
哈马斯官员哈利勒·哈亞证实叶海亚·辛瓦尔已被以色列军队击杀。哈马斯和伊朗对其逝世表示哀悼。

## 背景
葉海亞·辛瓦爾自2017年2月以來擔任哈馬斯在加沙的領導人，他的領導風格以專注於加強軍事實力以及與伊朗和真主黨結盟為主。辛瓦爾堅信要消滅以色列，並被認為與穆罕默德·戴夫共同策劃於2023年10月7日哈馬斯發起對以色列的襲擊，這次襲擊是以色列歷史上最傷亡慘重的一天。在他的領導下，哈馬斯為這次襲擊策劃了兩年。辛瓦爾的行動導致以色列—哈馬斯戰爭爆發，這場衝突是以巴歷史上最為致命的一次，並對他的家鄉加沙造成廣泛的破壞、死傷和人民的流離失所。辛瓦爾還將伊朗及「抵抗軸心」中的其他成員，如真主黨、胡塞運動以及伊拉克的民兵卷入這場戰爭。2015年9月，美國政府將辛瓦爾列為恐怖分子。
2024年2月，一段辛瓦爾與家人在隧道中移動的影片被公開。同年8月，有傳言稱他可能會穿著女性的衣物現身。根據5月的報導，國際刑事法院計劃對辛瓦爾提出戰爭罪的指控。8月6日，在伊斯梅爾·哈尼亞被暗殺後，辛瓦爾被選為哈馬斯的政治局主席。9月，美國司法部對辛瓦爾提出刑事指控。
部份加沙居民多次透過示威和網路媒體呼籲推翻辛瓦爾和其他哈馬斯領導人。辛瓦爾死前在演講中表示，他寧願被以色列殺死，也不願死於心臟病或車禍。有一次，他說「敵人和佔領軍能給我的最好禮物就是暗殺我，然後我就成為他們手中的烈士。」
據報導指，以色列早在幾個月前就得知辛瓦爾藏身於拉法的特爾蘇丹社區，儘管尚不清楚具體位置。8月31日，6名人質在辛瓦爾藏身的建築附近被殺，據稱當時他與這些人質一同藏身於隧道內。美國承認其協助蒐集情報，幫助以色列國防軍縮小搜尋辛瓦爾的範圍，但否認參與擊斃辛瓦爾的行動。

## 軍事行動
2024年10月17日，以色列國防軍報告指出，辛瓦爾「極有可能」在拉法被擊斃。10月16日，以軍與一群哈馬斯武裝分子發生交火，擊斃3名成員。據報導指，這場槍戰由比斯拉馬赫旅的新兵執行，他們並不知道與誰交戰。該地區沒有發現人質。以軍發言人表示，辛瓦爾當時藏身於一棟受損的建築物內，他的手被子彈擊中，隨後一輛坦克向該建築物發射炮彈。
一名以色列病理學家報告指，他的右前臂被炮彈擊中，左腿被「倒塌的磚石」擊中，身體被彈片擊中，隨後頭部中彈，導致他因「嚴重創傷性腦損傷」死亡。
以軍表示，其先前誤報於2024年9月10日刺殺辛瓦爾保鑣馬哈茂德·哈姆丹，其後以軍確認哈姆丹在此事件中被擊斃。

### 事件經過
2024年10月16日上午約10點，以軍發現幾名可疑人員進出附近的一棟建築，於是下達交戰命令。下午3點，以軍無人機發現三人離開建築，其中兩人披著毯子，為第三人開路。士兵隨即開火，該小組分散逃竄，其中兩人進入一棟建築，第三人其後被證實是辛瓦爾，他進入了另一棟建築並爬上了二樓。在隨後的槍戰中，一名士兵受重傷。一輛坦克隨後向辛瓦爾的藏身地發射炮彈，步兵部隊開始進行清剿，但遭到兩枚手榴彈的攻擊，其中一枚爆炸，另一枚未爆炸。士兵們撤退後，派遣一架無人機，無人機發現一名受傷且面部被覆蓋的人物試圖用棍子擲擊無人機。
事件結束後，部隊在評估坍塌的建築時，發現一具穿著戰術背心、持有56式自动步枪並與辛瓦爾相似的屍體。他身上還攜帶40000新謝克爾現金，一個打火機、一把以色列格洛克19型手枪和聯合國近東巴勒斯坦難民救濟和工程處員工身份證。據報導指，另外兩具屍體也攜帶現金、武器和假身份證。
以色列官員隨後通知安全內閣，表示辛瓦爾可能已被擊斃。以軍在此次行動中並未刻意尋找辛瓦爾，並未預料到他會出現在該地區。
初步報告顯示，將進行DNA、牙齒和指紋檢測以確認身份，因為以軍持有辛瓦爾在監禁期間的記錄。社交媒體上流傳的照片顯示一具被認為是辛瓦爾的屍體，頭部和腿部有傷口。據《紐約時報》報導指，這些照片與辛瓦爾的檔案照片，包括他彎曲的牙齒和明顯的痣相符。
以色列報紙《新消息報》發佈的照片也確認，以色列警察法醫部門證實屍體與辛瓦爾的牙齒記錄完全匹配。以色列警方在聲明中表示，屍體的牙齒記錄和指紋與辛瓦爾一致，其後警方透過DNA檢測證實屍體屬於辛瓦爾。以色列國家法醫中心首席法醫病理學家亨‧庫格爾進行的屍檢顯示，辛瓦爾的死因是頭部中彈。

## 分析
美聯社將辛瓦爾之死形容為這場戰爭中的「重大轉折點」，並表示這次擊殺辛瓦爾「使這個在數月內遭遇多次暗殺、已陷入崩潰的巴勒斯坦武裝組織徹底瓦解」，同時稱這是「以色列在消滅哈馬斯的戰鬥中取得的具象徵意義的重要成就」。
以色列政策论坛首席執行官戴维·M·霍尔珀林與J Street總裁杰里米·本-阿米認為，辛瓦爾之死是一個釋放人質並緩和局勢的契機。曾協調吉拉德·沙利特囚犯交换的以巴和平進程研究員格申·巴斯金表示，人質全面協議可能需要3至4天的時間來完成。
戰爭研究所的布萊恩·卡特撰文指出，辛瓦爾之死不會對戰爭進程產生重大影響，因為哈馬斯仍擁有強有力的指揮官。此外，他指出，人質釋放的可能性很低，因為哈馬斯意圖利用人質向以色列施壓，迫使其從加沙全面撤軍。卡特認為這一舉動是完全不可接受的，因為這將使哈馬斯有機會重建其軍事實力。
《經濟學人》報導指出，隨著辛瓦爾之死，哈馬斯內部正面臨有關權力結構和意識形態方向的內部鬥爭。雖然哈馬斯在加沙仍擁有一定的軍事力量，但其疲憊與弱勢可能讓其他勢力趁機奪取加沙的控制權。以色列預計將要求哈馬斯投降，試圖解散其在加沙的統治，而不是重用辛瓦爾此前拒絕的妥協方案。報告強調哈馬斯內部的意識形態鬥爭，並指出可能的接班人，如主張與伊朗維持關係的哈利勒·哈亞，或可能尋求與法塔赫整合的前領袖哈立德·邁沙阿勒。這場內鬥的結果，將對哈馬斯的未來路線有重大影響，可能是走向溫和化，或是加深與伊朗支持的極端主義。

## 反應

### 區內

#### 以色列
國防部長約阿夫·加蘭特發推文稱：「以色列承諾要在任何地方消滅恐怖分子。」他表示，這一行動「向所有遇難者家屬和人質家屬傳遞了一個明確的信息：我們正在全力以赴，打擊那些傷害你所愛之人並解救人質，將他們送回家。」他還補充說，這也是「向加沙居民傳遞的一個明確信息。那個給加沙地帶帶來災難和死亡的人，那個因其兇殘行為讓你們受苦的人——這個人的末日到了。現在是時候出來了，釋放人質，向戰鬥人員說：舉起你們的雙手，投降。帶著人質走出來，釋放他們，然後投降。」
擁有未來領袖、前總理亞伊爾·拉皮德表示，政府必須抓住這次機會，果斷解決人質問題。
以色列總理本雅明·内塔尼亚胡宣稱，辛瓦爾的死亡標誌著「後哈馬斯時代」的開始，並誓言該組織將不再統治加沙。他向加沙居民發出呼籲，強調這是一個「最終擺脫其暴政的機會。」內塔尼亞胡警告哈馬斯武裝分子，他們的領導人正在逃亡，並且將被消滅。他指出，釋放人質的人將會得到寬恕，但傷害人質的人將面臨嚴厲懲罰。他強調，辛瓦爾之死凸顯以色列持續努力的重要性，尤其是拉法的行動，該行動打擊躲藏的哈馬斯高層，並強調這是打擊「邪惡軸心」並建設更美好未來的機會。
外交部長伊斯雷爾·卡茨將辛瓦爾之死形容為以軍的「軍事與道德成就」，以色列民族团结党主席本尼·甘茨向以色列軍方表示祝賀。
辛瓦爾之死的消息傳出後，10月17日外匯市場上以色列新謝克爾兌美元升值0.75%，兌歐元升值1.4%，反映投資者對此事件的反應。
以色列活動團體「人質與失踪家庭論壇」對以色列軍方的聲明表示歡迎，同時人質家屬對仍被扣押在加沙的101名人質面臨更大的危險表示擔憂，他們敦促以色列和美國領導人利用這項軍事成功，立即談判以釋放人質的協議，表示：「我們歡迎葉海亞·辛瓦爾被消滅，並敦促利用這一重大成就來確保人質回歸。」

#### 巴勒斯坦解放组织
巴勒斯坦解放组织對辛瓦爾的「殉道」表示哀悼，稱他是「偉大的民族領袖」，並呼籲所有巴勒斯坦派別團結一致。
- 法塔赫：法塔赫表示，以色列的「殺戮和恐怖行為」無法動搖巴勒斯坦人民實現自由和獨立的合法民族权利的決心。[71][72]

#### 哈馬斯
起初，哈马斯附属媒体Gaza Now否认了这个消息，并表示：“有关哈马斯领导人叶海亚·辛瓦尔被杀的消息是假的，以军发布和传播这一消息是为了收集情报，此前他们曾对哈马斯领导人进行过此类刺探活动。”
一天后，即10月18日，哈马斯政治局成员巴森·纳伊姆证实叶海亚·辛瓦尔已被以方击毙，其稱「每次我們的領袖被殺，哈馬斯就會變得更強大、更受歡迎。失去成員是痛苦的，尤其是像葉海亞·辛瓦爾這樣的傑出領袖，但我們堅信最終我們將取得勝利。」哈馬斯駐卡塔爾副使、哈馬斯人質談判主要談判代表哈利勒·哈亚在半岛电视台播放的视频中表示：“我们悼念伟大的领袖、殉难的兄弟叶海亚·辛瓦尔，阿布·易卜拉欣。”“辛瓦尔以及走在他前面的所有领导人和象征人物，只会让我们的运动和抵抗更加壮大。” 同时，他表明哈马斯不会释放俘虏，除非，以军撤出被围困和轰炸的领土。他形容辛瓦爾「面對敵人而非退縮，在前線戰鬥，並在不同的戰鬥陣地之間靈活移動」，他稱辛瓦爾為「偉大烈士隊伍中的一員，延續創始人謝赫艾哈邁德·亞辛的精神」，並補充道：「哈馬斯將繼續前進，直至在全體巴勒斯坦領土上建立以耶路撒冷為首都的巴勒斯坦國。」
哈馬斯政治局對辛瓦爾之死表示「痛苦與悲傷」。

#### 其他
- 真主党：真主黨讚揚辛瓦爾曾領導「以色列佔領者歷史上最具羞辱性的一次行動」，並表示他在對抗以色列的生涯中，贏得了所有「榮譽和尊嚴的勳章」。真主黨還指出，辛瓦爾的殉道將「進一步堅定抵抗運動的決心，直至解放巴勒斯坦，並消滅猶太復國主義的癌瘤」[71]。

- 胡塞武裝：胡塞武裝的發言人對哈馬斯和巴勒斯坦人表達「深切的哀悼」，稱辛瓦爾獲得了「殉道的勳章」，並補充道，加沙和巴勒斯坦的事業「必定會勝利，無論付出多大的犧牲」[71]。

### 國際
- 阿爾蓋達：現任實際領袖赛义夫·阿尔-阿德尔（英语：Saif al-Adel）的顧問阿布·瓦利德-马斯里（英语：Abu Walid al-Masri）對辛瓦爾表示讚揚，並指出對以色列人質的關注已經掩蓋了巴勒斯坦囚犯在以色列的困境，敦促哈馬斯盡快「解決」人質問題，以免引發更多後果[79]。

- 加拿大：總理賈斯汀·杜魯多形容辛瓦爾是殘暴的恐怖組織領袖，他的死為受害者及其家屬帶來正義。稱「辛瓦爾之死結束一段恐怖統治」[80]。

- 中华人民共和国：外交部发言人毛宁表示：“中方认为，当务之急是全面有效执行联合国安理会有关决议，立即在加沙实现停火止战，切实保护平民，确保人道救援，避免冲突对抗进一步升级[81]。”

- 欧盟：外交與安全政策高級代表何塞普·博雷利稱辛瓦爾是「阻礙實現緊急停火和無條件釋放所有人質的主要障礙」，並指責他是策動10月7日襲擊的恐怖分子[71]。

- 法國：總統埃馬紐埃爾·馬克龍在社交平台X／Twitter上表示：「葉海亞·辛瓦爾是10月7日恐怖襲擊和殘暴行為的主犯。法國要求釋放哈馬斯仍然扣押的所有人質[68]。」

- 德国：外交部長安娜萊娜·貝爾伯克在聲明中形容辛瓦爾為「殘暴的謀殺犯和恐怖分子」。她並呼籲哈馬斯「立即釋放在10月7日對以色列襲擊中被綁架的所有人質，並停止武裝行動」[68]。

- 義大利：總理喬治亞·梅洛尼稱辛瓦爾之死標誌著2023年10月7日大屠殺的主要肇事者都已被清算。她表示以巴將進入新階段，應釋放所有人質，宣佈立即停火，重建加沙，並全力推動和平進程以達成「兩國方案」[80]。外交部長安東尼奧·塔亞尼稱擊斃辛瓦爾是以色列的自衛行動。他表示：「我希望哈馬斯領袖的消失能促成加沙地區停火[68]。」

- 伊朗：伊朗官方媒體將辛瓦爾的死描述為「殉道」，並讚揚他在加沙對抗以色列的鬥爭中犧牲[13]。強硬派神職人員霍賽因·卡澤魯尼在X／Twitter上表示，辛瓦爾「像個男人一樣」與以色列軍隊戰鬥，手持武器，身披巴勒斯坦頭巾，胸懷坦蕩[82][13]。外交部長阿巴斯·阿拉格齊也讚揚辛瓦爾，強調「烈士永存，而解放巴勒斯坦的正義事業比以往更加蓬勃[83]。」伊朗駐聯合國使團發表聲明稱，辛瓦爾之死將進一步激發抵抗精神，並表示他將成為年輕一代和孩童的榜樣，帶領他們走上解放巴勒斯坦的道路[48][84][85]。最高領袖阿里·哈梅內伊則稱辛瓦爾為「抵抗與鬥爭的光輝象徵」，並指出他的死亡不會削弱「抵抗軸心」的力量[86]。

- 马来西亚：首相安華·依布拉欣在X／Twitter上發文：「馬來西亞對殉道者葉海亞·辛瓦爾的離世表示哀悼，他為巴勒斯坦人民而戰，卻被殘忍的猶太復國主義政權殺害。國際社會再次未能履行捍衛和平與正義的責任，進一步加劇衝突局勢。馬來西亞強烈譴責這一暴行，並強調該政權破壞人質釋放要求的企圖不會得逞。因此，馬來西亞呼籲國際社會譴責以色列的暴行，並立即停止對巴勒斯坦人的屠殺[87][88]。」

- 北大西洋公约组织：秘書長馬克·呂特表示，辛瓦爾「被普遍認為是2023年10月7日以色列恐怖襲擊的策劃者。我已譴責這些行為，所有盟國也譴責這些行為。任何有理性的人都譴責這些行為。因此，如果他真的死了，我不會悼念他[89]。」

- 俄羅斯：克里姆林宮新聞秘書德米特里·佩斯科夫表示，俄羅斯對以色列擊殺辛瓦爾後可能對平民造成的影響「深感擔憂」[71]。

- 塔利班：發言人扎比胡拉·穆賈希德在網上發佈聲明，對辛瓦爾的「殉道」表示哀悼，並指出辛瓦爾之死只會進一步激勵「抵抗運動和聖戰鬥爭」[90]。

- 土耳其：外交部長哈坎·菲丹在與哈馬斯政治局成員的會談中，對辛瓦爾的「殉道」表示哀悼[71]。

- 英国：國防大臣賀理安表示，英國尚在等待確認辛瓦爾之死，他補充說：「我不會為辛瓦爾這樣的恐怖組織領導人感到惋惜——他策劃了10月7日的恐怖襲擊。」賀理安還指出，這次襲擊「不僅是猶太人自二戰以來最為黑暗、最致命的一天，也引發了長達一年的衝突，造成了巴勒斯坦平民不可容忍的傷亡[91]。」

- 美国：美国国防部发言人帕特里克·莱德表示，美军没有直接参与殺死辛瓦爾的行動，不过美国为以方提供了信息和情报支持[92]。總統乔·拜登發表聲明稱：「今天對以色列、對美國、對全世界都是好日子」，並強調「辛瓦爾作為哈馬斯的領導人，應對數千名以色列人、巴勒斯坦人、美國人和來自超過30個國家的公民的死亡負責。」拜登讚揚以色列軍方追捕哈馬斯領導人的行動，將其比作2011年美軍擊斃奧薩馬·本·拉登的行動。他強調，以色列有權利摧毀哈馬斯，該組織再也無法發動類似於10月7日的襲擊。拜登表示，辛瓦爾之死消除一個「不可逾越的障礙」，為沒有哈馬斯的加沙帶來希望，也為以色列人和巴勒斯坦人雙方的政治解決方案提供契機[11][93]。副總統賀錦麗對辛瓦爾之死表示歡迎，稱「正義已經伸張」[68]。眾議院議長麥克·約翰遜、參議院多數黨領袖查克·舒默也對辛瓦爾之死表示歡迎[68]。拜登的國家安全顧問傑克·沙利文指出，辛瓦爾「是阻礙和平的主要障礙」[94]。共和黨總統候選人當勞·特朗普表示，辛瓦爾之死增加以色列—哈馬斯戰爭中達成和平解決方案的可能性，並批評拜登「試圖阻止（內塔尼亞胡）行動[95]」。

## 爭議
辛瓦爾死後，沙特阿拉伯擁有的MBC媒體集團播出一則報導，將辛瓦爾、哈馬斯領導人伊斯梅爾·哈尼亞、真主黨的哈桑·納斯魯拉、人民動員的阿布·馬赫迪·穆罕迪斯，以及伊朗聖城軍指揮官卡西姆·蘇萊曼尼，稱為「本世紀恐怖主義代表人物」。這則報導在某些圈子引發強烈抗議。在巴格達，支持伊朗的武裝團體的支持者闖入該頻道辦公室，拍攝他們破壞設備和摧毀電腦的過程。數小時後，伊拉克監管機構暫停該頻道牌照，並著手終止其在伊拉克的經營權。